# Xalxikay (sockenhuvudort i Kina, Xinjiang Uygur Zizhiqu, lat 47,52, long 86,22)
Xalxikay (kinesiska: 恰勒什海, 恰勒什海乡) är en sockenhuvudort i Kina. Den ligger i den autonoma regionen Xinjiang, i den nordvästra delen av landet, omkring 430 kilometer norr om regionhuvudstaden Ürümqi. Antalet invånare är 1 149. Befolkningen består av 516 kvinnor och 633 män. Barn under 15 år utgör 17,0 %, vuxna 15-64 år 76 %, och äldre över 65 år 5,0 %.
Runt Xalxikay är det mycket glesbefolkat, med 4 invånare per kvadratkilometer. Trakten runt Xalxikay består i huvudsak av gräsmarker.
Genomsnittlig årsnederbörd är 338 millimeter. Den regnigaste månaden är juli, med i genomsnitt 61 mm nederbörd, och den torraste är april, med 13 mm nederbörd.